# Bryan Segura
Bryan Andrés Segura Cruz (ur. 14 stycznia 1997 w San Isidro) – kostarykański piłkarz występujący na pozycji bramkarza, od 2024 roku zawodnik Pérez Zeledón.